# Barnes (Londra)
Barnes è un quartiere di Londra, posto nella zona sud-ovest della capitale, a sud di Hammersmith Bridge. Fa parte del London Borough di Richmond upon Thames.

## Architettura

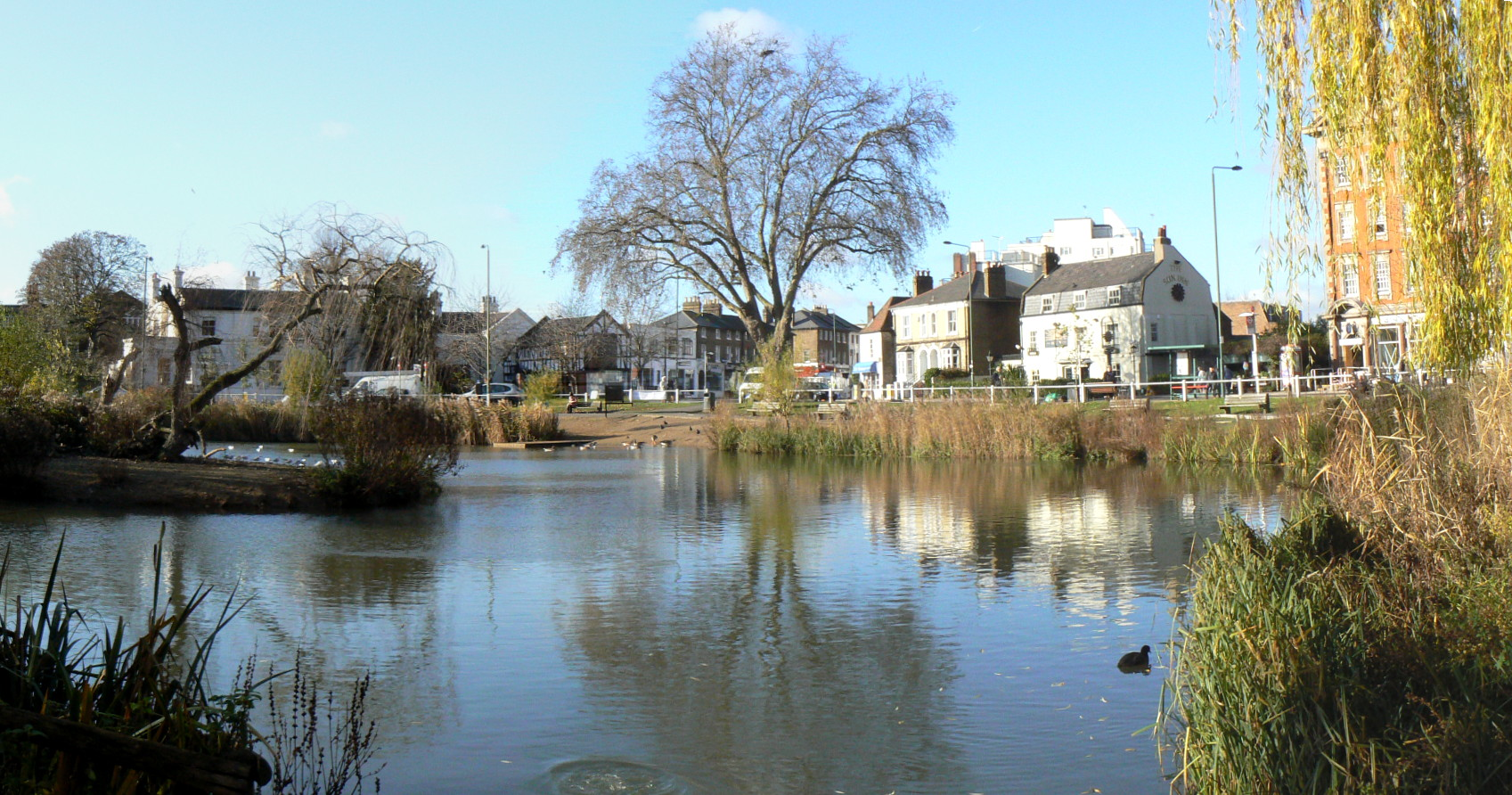
Stagno di Barnes.

Nel quartiere si trovano numerosi edifici del XVIII e del XIX secolo. il quartiere è anche noto per la presenza di uno stagno.
In Lonsdale Road si trova la scuola maschile St Paul's, una scuola pubblica dei giovani rampolli della buona borghesia Inglese.

## Attrazioni turistiche
Nel quartiere hanno sede, in Church Road, i celebri Olympic Studios. In questi studi di registrazione hanno registrato le loro canzoni molti artisti famosi, tra cui i Beatles (che hanno inciso All You Need Is Love) e Lucio Battisti (che ha inciso con l'aiuto di Pasquale Panella il suo 18º album, La sposa occidentale). Tra gli altri gruppi rock che hanno registrato delle loro opere in questo luogo, si segnalano: The Rolling Stones, Pink Floyd, Queen, Led Zeppelin, The Verve, Coldplay e i Massive Attack. Anche altri artisti come Jimi Hendrix, Eric Clapton, David Bowie, Ella Fitzgerald, Duran Duran, Madonna e Björk hanno inciso qualcosa negli Olympic Studios.
Vicino alla stazione di Barnes, in Queens Ride, c'è un monumento in memoria del cantante Marc Bolan,  ucciso in un incidente stradale in questa via il 16 settembre 1977, quando l'automobile della sua amica e cantante Gloria Jones, una Mini, urtò contro un albero.

## Stazioni ferroviarie
- Barnes Bridge railway station.
- Barnes railway station.